# Érythie
 (janvier 2022).
Si vous disposez d'ouvrages ou d'articles de référence ou si vous connaissez des sites web de qualité traitant du thème abordé ici, merci de compléter l'article en donnant les références utiles à sa vérifiabilité et en les liant à la section « Notes et références ».
Érythie ou Erytheia ou Erythia (grec ancien : Ἐρύθεια, "la rouge") est dans la mythologie grecque une des trois Hespérides, qui représentent le soleil couchant.
Selon les versions, elle et ses sœurs sont, soit des filles de l'union de Gaïa avec Ouranos dans la Théogonie d'Hésiode, soit de celle d'Atlas et d'Hespéris selon Diodore de Sicile.
Elle et ses sœurs sont les gardiennes du merveilleux jardin des Hespérides que les Grecs situent dans une région qui serait sur une île au pied du mont Atlas en Afrique du Nord.
Érythie est également cité dans l'ouvrage des douze travaux d'Hercule, avec le mythe du troupeau de bœufs de Géryon, sur l'île d'Érythie (Érytheia) où se trouvait le fabuleux royaume de Géryon.
Le nom a été appliqué à une île près de la côte du sud de l'Hispanie, qui était le site de la colonie punique originale de Gadeira. L'Histoire naturelle de Pline (4.36) situe l'île de Gadès : « Du côté qui regarde vers l'Espagne, à environ 100 pas de distance, se trouve une autre longue île, large de trois milles, sur laquelle se trouvait la ville originelle de Gadès. Par Éphore et Philistide, elle  est appelée Erythia, par Timée et Silenus Aphrodisias, et par les indigènes l'île de Junon ». L'île était le siège de Géryon, qui fut vaincu par Héraclès.